# Yiannis Kouros
Yiannis Kouros (Grego: Γιάννης Κούρος; 13 de fevereiro de 1956 em Trípoli, Grécia) é um ultramaratonista grego.

É chamado o "Deus da corrida" o "Sucessor de Fidípides". Tem muitos recordes mundias em corridas ao ar livre em várias distancias, desde as 100 a 1000 milhas e em pista, de 12 horas a 6 dias. Em 1991, interpretou a Fidípides no filme A História da Maratona: a viagem de Um Herói, que narra a história da corrida de maratona.
Kouros chegou a fama quando ganhou o Spartathlon em 1984 num tempo recorde e a Ultramaratona de Sydney a Melbourne em 1985 em um tempo recorde de 5 dias, 5 horas, 7 minutos e 6 segundos. Bateu o recorde estabelecido por Cliff Young.
Kouros disse que seu segredo é que "quando outras pessoas se cansam, param. Eu não. Posso aproveitar mais do meu corpo com minha mente. Eu digo que não estou cansado e meu corpo escuta."
Kouros também escreveu mais de 1.000 poemas (vários dos quais aparecem em seu livro Symblegmata (Clusters)) e o livro Os Seis Dias da corrida do Século.

## Recordes do mundo
De acordo a Associação Internacional de Ultracorredores, a partir de fevereiro de 2013.

### Por distância
| 100 milhas  | Estrada | 11h 46min 37s     | 13,665 km/h |
| 1000 km     | Pista   | 5d 16h 17min 00s  | 7,338 km/h  |
| 1000 km     | Estrada | 5d 20h 13min 40   | 7,131 km/h  |
| 1000 millas | Estrada | 10d 10h 30min 36s | 6,424 km/h  |

### Por tempo
| 12 h   | Estrada | 162,543 km  | 13,545 km/h |
| 24 h   | Estrada | 290,221 km  | 12,093 km/h |
| 24 h   | Pista   | 303,506 km  | 12,646 km/h |
| 48 h   | Estrada | 433,095 km  | 9,023 km/h  |
| 48 h   | Pista   | 473,797 km  | 9,875 km/h  |
| 6 dias | Estrada | 1028,370 km | 7,142 km/h  |
| 6 dias | Pista   | 1038,851 km | 7,214 km/h  |